# Tejido óseo

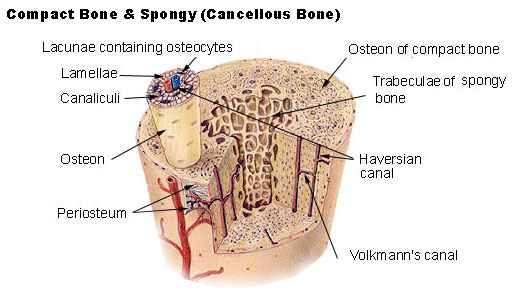
Tejido compacto y tejido esponjoso

El  tejido óseo es un tejido especializado del tejido conjuntivo, constituyente principal de los huesos en los vertebrados. Está compuesto por células y componentes extracelulares calcificados que forman la matriz ósea. Se caracteriza por su rigidez y su gran resistencia a la tracción, compresión y a las lesiones. 
El deporte es el mejor aliado de los huesos. La actividad física provoca la contracción muscular que favorece al depósito de calcio en el hueso y mejora la circulación sanguínea, lo que aporta más nutrientes al hueso.

## Estructura
La estructura histológica del tejido óseo maduro es igual tanto en la sustancia compacta como en la sustancia esponjosa y se designa con el nombre de hueso laminar. Durante el desarrollo se forma hueso entretejido o inmaduro que luego se transforma en hueso laminillar.
Las unidades estructurales del tejido óseo maduro son laminillas óseas de 3 a 7 µm de espesor (especiales o concéntricas) que sobre todo en las regiones de sustancia compacta forman sistemas tubulares finos, las osteonas. El hueso laminillar puede estudiarse con la ayuda de dos técnicas de preparación diferentes:
.
1. Método de desgaste: A partir del hueso macerado limpio, en los que se puede ver sobre todo la distribución y la organización del material inorgánico con calcio abundante.

## Sistema de laminillas

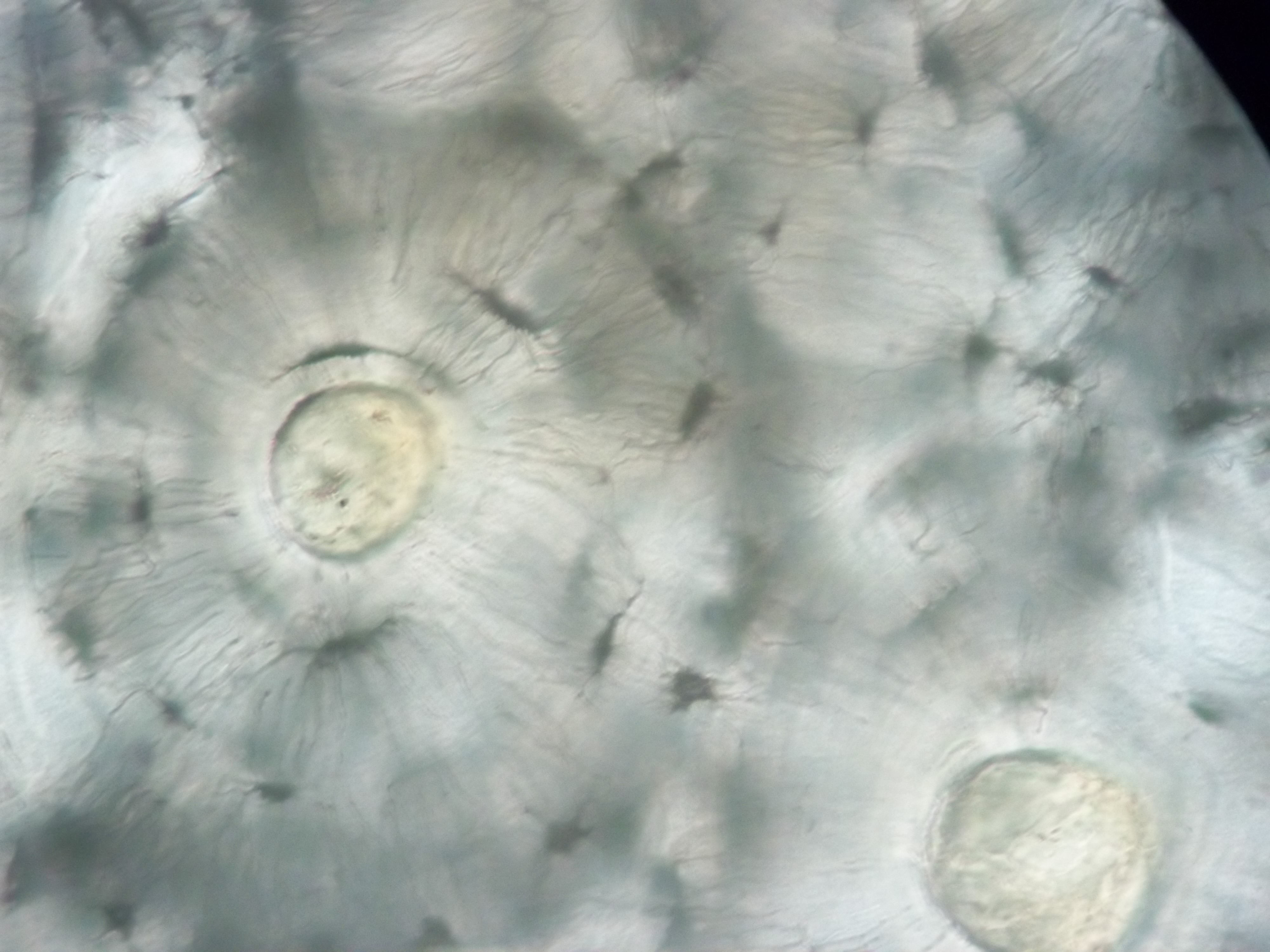
Micrografía de hueso seco

Las laminillas unidas entre sí están compuestas por matriz calcificada en las que hay lagunas lenticulares dispersas que alojan las células óseas (osteocitos). En los preparados se ve que de estas lagunas parten múltiples canaliculos delgados. Los canalículos óseos se anastomosan con los provenientes de lagunas contiguas. Tienen una orientación preferencial por la que se dirigen hacia una superficie interna o externa. Las lagunas y sus canales son un calco de los osteocitos.
La mayoría de las laminillas están orientadas en forma concéntrica alrededor de los vasos que transcurren longitudinalmente y aquí forman unidades estructurales cilíndricas, las osteonas o sistemas de Havers. En el corte transversal las osteonas tienen forma redondeada oval y también irregular, en ocasiones son ramificadas y pueden anastomosarse entre sí. Su diámetro varía entre 100 y 400 µm. Pueden alcanzar algunos centímetros de largo. La cantidad de laminillas de una osteona oscila entre los 4 y 20. Las laminillas de las osteonas también se denominan laminillas especiales. En ellas transcurren fibrillas colágenas con una disposición helicoidal. Entre las osteonas hay restos de osteonas antiguas y degradadas que llenan el espacio entre las osteonas intactas como con "balasto" (laminillas intersticiales, sistemas intersticiales). Los límites entre las osteonas y los sistemas intersticiales están marcados con nitidez por las denominadas líneas de cemento (contienen muchos proteoglucanos). En sus superficies externa e interna, las regiones óseas compactas se caracterizan por poseer laminillas que rodean todo el elemento óseo (por fuera) o tapizan la cavidad medular (por dentro) y reciben los nombres de laminillas circunferenciales externas e internas.
Las trabéculas de la sustancia esponjosa están compuestas por hueso laminillar sin vasos, el que aquí forma laminillas de configuración irregular.

## Células del hueso
Este tejido se renueva y se reabsorbe continuamente, gracias a la actividad de sus células específicas. Estas son los osteoblastos, responsables de la formación de tejido óseo nuevo; los osteocitos, que son los osteoblastos maduros y desarrollan una actividad menor; y los osteoclastos, que se encargan de reabsorber o eliminar la materia ósea.

### Células osteoprogenitoras
- El tejido óseo se origina a partir de células de origen mesenquimal (como todos los tejidos conectivos). A partir de las células mesenquimales que se comprometen hacia una diferenciación en células formadoras de hueso se forma una colonia celular con potencial más limitado para proliferar y diferenciarse, estas son las células osteoprogenitoras.
- Las células osteoprogenitoras cuentan con potencial para diferenciarse hacia condroblastos u osteoblastos.
- Las células osteoprogenitoras persisten hasta la vida postnatal y se hallan en casi todas las superficies libres de los huesos (endostio, capa interna del periostio, trabéculas de cartílago calcificado).
- Durante la fase de crecimiento de los huesos, las células osteoprogenitoras son más activas; aunque también aumenta su actividad ante el fenómeno de reparación de lesiones óseas.
- Como se supone que los osteoblastos y los osteocitos carecen de capacidad mitótica, parece evidente que a medida que disminuye la población de osteoblastos durante los procesos de remodelación continua del hueso, las células osteoprogenitoras que proliferan y se diferencian proveen de nuevos osteoblastos para el tejido.

### Osteoblastos
Son células osteoformadoras que se encargan del mantenimiento, el crecimiento y la reparación del hueso.
Son los encargados de sintetizar los componentes de la matriz ósea.
Están provistos de un retículo endoplasmático y un aparato de Golgi muy desarrollados. Además sus mitocondrias concentran gránulos de fosfato de calcio. Estos van a ser transferidos a vesículas que posteriormente pasarán al medio extracelular para poder acumular fosfatos y calcio por medio activo. Se acumulan progresivamente hasta que se rompen, y las partículas liberadas se fijan a las partículas de colágeno en forma de cristales de hidroxiapatita, produciendo la mineralización de la matriz.
Una vez que los osteoblastos están rodeados por la matriz, pasarán a denominarse como osteocitos.

### Osteocitos
Son las células del hueso maduro y ya formado y se presentan bajo tres estados funcionales: osteocitos latentes, osteocitos formativos 
y osteocitos resortivos.
Se localizan en lagunas y emiten prolongaciones a través de los conductos calcóforos (canales presentes en la matriz). Se comunican unos con otros a través de uniones comunicantes como son los conductos.
Estas células poseen la capacidad de síntesis y reabsorción de la matriz.

### Osteoclasto
El osteoclasto es una célula multinucleada que degrada y reabsorbe huesos. Al igual que el osteoblasto, está implicado en la remodelación de hueso natural.
Son células multinucleadas y polarizadas. La zona de las células que no está en contacto con el hueso es pobre en orgánulos y posee filamentos de actina. También es donde se encuentran los núcleos. La otra parte de las células que está en contacto con el hueso se caracteriza por la presencia de numerosas prolongaciones citoplasmáticas que se denominan borde plegado o borde fruncido.

## Tipos de tejido óseo
Prosaicamente se distinguen dos zonas óseas con características diferentes y sin un límite neto, éstas representan dos formas diferentes de estructuración del tejido óseo:

### Tejido óseo esponjoso
El hueso esponjoso constituye la mayor parte del tejido óseo de los huesos cortos, planos, de forma irregular y de la epífisis de los huesos largos. El tejido esponjoso de los huesos de la pelvis, las costillas, el esternón, las vértebras, el cráneo y los extremos de algunos huesos largos es el único reservorio de médula ósea roja y por lo tanto, de hematopoyesis en los adultos. El hueso esponjoso no contiene verdaderas osteonas. Está formado por laminillas dispuestas en un encaje irregular de finas placas de hueso llamadas trabéculas. Los espacios entre las trabéculas de algunos huesos están ocupados por la médula ósea roja productora de células sanguíneas. En el interior de las trabéculas existen osteocitos, situados en lagunas de las que parten conductillos radiales. Los vasos sanguíneos del periostio penetran a través del hueso esponjoso. Los osteocitos de las trabéculas reciben su nutrición directamente de la sangre que circula por las cavidades medulares.

### Tejido compacto o denso
Se puede localizar en la capa externa de los huesos largos formando la diáfisis, en el exterior y en el interior de los huesos planos y en distintas zonas en los huesos cortos, según cada hueso en concreto. Es un tejido duro, denso y frágil. Al observarlo con un microscopio destacan estructuras cilíndricas, denominadas osteonas, formadas por capas concéntricas de laminillas óseas, donde se encuentran insertados los osteocitos. En el interior de la osteona hay un canal, el conducto de Havers, por donde circulan vasos sanguíneos, linfáticos y nervios. Los vasos sanguíneos aportan los nutrientes necesarios a las células de los huesos y conducen las hormonas que controlan el aporte de calcio. También aparecen canales que conectan unos conductos de Havers con otros. Estos conductos se denominan conductos de Volkmann. 
El tejido óseo compacto es el Sistema de Adversar u osteona. Este tipo de hueso se encuentra en la diáfisis de los huesos largos. El Sistema de Havers está constituido por:
- Conducto de Adversar: contiene el VAN que pasa por el agujero nutricio del hueso.
- Laminillas óseas: su número aumenta a medida que crece el hueso.
- Osteoblastos: dispuestos en forma concéntrica, en cuyo interior se encuentran los osteocitos.
- Canalículos calcóforos: conecta el osteoblasto con el conducto de Havers. Permite la nutrición y eliminación de desechos del osteocito